# Nikolaus Asenbeck
Nikolaus Asenbeck (* 25. Mai 1930 in Zangberg; † 3. November 2021 in Au am Inn) war ein deutscher Politiker (CSU).
Asenbeck, der als praktizierender Landwirt und Landwirtschaftsmeister tätig war, wurde 1955 Mitglied der CSU und dort noch im selben Jahr Vorsitzender des Ortsverbands Zangberg. Im Jahr darauf wurde er stellvertretender Kreisvorsitzender und von 1967 bis 1994 war er 1. Vorsitzender des Kreisverbandes Mühldorf. 1956 wurde er erstmals in den Mühldorfer Kreistag gewählt, dem er bis 1996 angehörte. Von 1966 bis 1981 war er ehrenamtlicher Bürgermeister von Zangberg.
Von 1970 bis 1994 war Asenbeck Mitglied des Bayerischen Landtags. Er wurde stets direkt im Stimmkreis Mühldorf am Inn gewählt. Im Zuge der kommunalen Gebietsreform setzte er sich erfolgreich für die Errichtung von Verwaltungsgemeinschaften ein und durchkreuzte damit die Pläne von Innenminister Bruno Merk, der ursprünglich größere Verwaltungseinheiten vorsah.
Asenbeck war verheiratet und Vater von sechs Kindern.